# Open Invention Network
Open Invention Network, скорочено OIN (укр. Мережа відкритих винаходів) — американська компанія, заснована в 2005 році IBM, Novell, Philips, Red Hat і Sony для формування портфеля патентів, який можна було б використати з метою захисту екосистеми Linux від патентних позовів. Цей портфель патентів використовують усі члени OIN на основі безплатного ліцензування. Пізніше до засновників приєдналися власники патентів NEC, Oracle, HP, Juniper, Facebook, Google, Cisco, Rackspace Hosting, Symantec, Fujitsu, LG, HTC.
У 2007 році компанія Oracle ліцензувала патенти OIN, таким чином погодившись не використати патенти проти середовища на основі GNU/Linux, включаючи своїх конкурентів MySQL і PostgreSQL, в тих випадках, коли вони використовуються у складі систем GNU/Linux.
E 2011 році Open Invention Network оголосила про перехід в її руки низки патентів, пов'язаних з ранніми розробками організації WebMate Foundation.  В патентах фігурують одні з перших згадок технологій створення динамічного вебвмісту, які передбачили появу таких систем, як ASP від Microsoft, JSP від Sun/Oracle і PHP. Очікується, що придбані патенти, що зачіпають системи ASP і JSP, зможуть послужити стримуючою силою при з'ясуванні стосунків з компаніями, що намагаються надати патентне тиск на Linux. Цей портфель патентів, що покриває 80-90 відсотків функціональності, використовуваної вебкомпаніями в своїх продуктах, був придбаний за сильно заниженою ціною. Продавці цих патентів занепокоїлися щодо того, як зможуть використовувати ці патенти "патентні тролі".  Так що компанії турбуються не тільки про грошову вигоду, продаючи патенти OIN — вони бачать негативні сторони або потенційні негативні наслідки продажу патентів просто за найвищою ціною або тим організаціям, які планують наживатися на судових процесах.
OIN також намагається вибудувати захисну систему для розробників і організацій, які не бажають мати ніяких справ з патентами.  в рамках ініціативи "Захисники Linux" (Linux Defenders) проводиться збір фактів більш раннього застосування технологій та зафіксованих посилань і висловлювань, що відносяться до ключових функцій і процесів Linux.  Надалі такі факти можна буде застосувати для визначення першості розробки при атаці патентних тролів.
Організація визначає систему Linux ("Linux System"), що включає в себе ядро Linux і відкриті компоненти оточення різних дистрибутивів.  Зокрема, список застосунків, що фігурує в угоді між учасниками OIN, включає KVM, Git, OpenJDK, WebKit, QEMU, Firefox, OpenOffice, Qt, systemd, X.Org. У список опікуваних OIN у серпні 2012 включені технології платформи Android, включаючи віртуальну машину Dalvik. Станом на серпень 2012 визначення системи Linux включає 1896 пакунків.

## Виноски
1. ↑  Open Invention Network Announces Purchase of Fundamental Patent Portfolio and Recognizes Fred DuFresne as a Key Distinguished Inventor. Архів оригіналу за 10 листопада 2011. Процитовано 8 червня 2012. [Архівовано 2011-11-10 у Wayback Machine.]
2. ↑  В руки OIN перешли патенты, связанные с технологиями разработки web-скриптов. Архів оригіналу за 18 червня 2012. Процитовано 8 червня 2012.
3. ↑  OIN Enhances Linux System Definition with Expanded Mobile Linux Coverage. Архів оригіналу за 4 вересня 2012. Процитовано 31 серпня 2012. [Архівовано 2012-09-04 у Wayback Machine.]
4. ↑  Организация OIN включила Android в программу защиты Linux от патентных претензий. Архів оригіналу за 1 вересня 2012. Процитовано 31 серпня 2012.